# Psilocibina
La psilocibina (también conocida como 4-PO-DMT o 4-fosforiloxi-N,N-dimetiltriptamina) es un alcaloide triptamínico que en el cuerpo se metaboliza en psilocina, un compuesto psicodélico responsable del efecto psicoactivo de ciertos hongos comestibles.
Algunos hongos que poseen psilocibina son usados recreacionalmente y como elemento enteógeno en rituales de la medicina tradicional americana. En un artículo de la revista Life de 1957, el banquero estadounidense R. Gordon Wasson describió sus experiencias por la ingestión de hongos que contenían psilocibina durante una ceremonia tradicional en México, introduciendo la medicina dentro de la cultura popular en los Estados Unidos. Poco tiempo después, el químico suizo Albert Hofmann purificó el principio activo de la psilocibina desde el hongo Psilocybe mexicana y desarrolló un método sintético para producir la droga.
La psilocibina es producida naturalmente por alrededor de 200 especies de hongos, incluyendo los del género Psilocybe como P. cubensis, P. semilanceata y P. cyanescens, y además ha sido publicado que se ha logrado aislar desde una docena de géneros. Se los conoce colectivamente como hongos psilocibios. La posesión, y en algunos casos el uso de la psilocibina o la psilocina, es ilegal en muchos países alrededor del mundo.
Aquellos que proponen su uso la consideran como un enteógeno y como una herramienta para complementar distintas prácticas de trascendencia como la meditación, psiconáutica y la psicoterapia psicodélica. La intensidad y duración del efecto enteogénico de los hongos psilocibios es altamente variable, dependiendo esta de las especies de hongos, la dosis, características fisiológicas individuales y del set and setting. Una vez ingerida, la psilocibina es rápidamente metabolizada a psilocina, la cual actúa como un agonista parcial en los receptores de serotonina 5-HT2A y 5-HT1A en el cerebro. Los efectos de la psilocibina duran normalmente desde 3-8 horas; sin embargo, para los individuos que la consumen el efecto parece mucho más largo debido a la distorsión producida en la percepción del tiempo. La psilocibina posee una baja toxicidad y no ha sido documentada una dosis letal debida a la ingestión de esta substancia.

## Historia

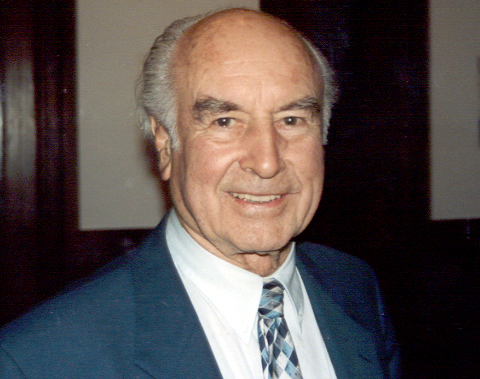
Albert Hofmann (aquí en 1993) extrajo la psilocibina desde Psilocybe mexicana a fines de los años '50

El banquero estadounidense y micólogo aficionado R. Gordon Wasson y su esposa Valentina estudiaron las prácticas religiosas antiguas de los pueblos indígenas en México entre los cuales, algunos de ellos ingerían hongos. En 1957 publicaron un artículo en la revista Life titulado "Buscando el hongo mágico" (Seeking the Magic Mushroom), en el cual describían las experiencias alucinatorias durante aquellos rituales. Luego fueron acompañados en otra expedición por el micólogo francés Roger Heim, director del Museo Nacional de Historia Natural de Francia, durante esta expedición se hizo posible la identificación de varios hongos como especies de Psilocybe. A su vez, Heim también logró cultivar el hongo en Francia, y envió algunas muestras para analizar al químico Albert Hofmann, que se encontraba trabajando para la farmacéutica multinacional suiza Sandoz. Hofmann, que había sintetizado el LSD en 1938 fue el primero en reconocer la importancia y la estructura química de los compuestos puros que llamó psilocibina y psilocina. Encabezando un grupo de investigación que fue capaz de identificar y aislar los compuestos desde Psilocybe mexicana, Hofmann fue ayudado por su predisposición a ingerir extractos de hongos. Él y sus colegas sintetizaron luego una cierta cantidad de compuestos químicamente similares a la psilocibina natural:
Estas son esencialmente las mismas moléculas excepto por: (1) el grupo fosforilo o hidroxi en la parte superior del anillo de indol fue movido hacia otras posiciones en el anillo, y (2) se agregaron diferentes cantidades de grupos metilo (CH3) y otras cadenas carbonadas a las cadenas laterales y al nitrógeno en el anillo indólico para ver cómo estos cambios podían afectar la psicoactividad.
Dos análogos dietilo (dos grupos etilo en lugar de los dos grupos metilo) de la psilocibina y la psilocina fueron sintetizados por Hofmann, 4-fosforiloxi-N,N-dietiltriptamina, llamado CY-19 y 4-hidroxi-N,N-dietiltriptamina, llamado CZ-74. Debido a que sus efectos duraban aproximadamente unas tres horas y media (comparado a casi el doble de tiempo provocado por la psilocibina), probaron ser más provechosas en las clínicas europeas que practicaban el método psicoterapéutico de "terapia psicolítica" junto al uso controlado de drogas psicodélicas. Sandoz comercializó y vendió psilocibina pura bajo el nombre de Indocibina a médicos alrededor del mundo.

A principios de los años '60, la Universidad de Harvard se convirtió en terreno de estudio de la psilocibina, a través de los esfuerzos de Timothy Leary y su asociado Richard Alpert (ahora conocido como Ram Dass). Leary fue capaz de obtener psilocibina sintética de Hofmann a través de la farmacéutica Sandoz (ahora Novartis). Aunque una cantidad considerable de experimentos a principios de los '60 demostraron resultados positivos del uso de la psilocibina en la psiquiatría clínica, la histeria del LSD de aquellos tiempos arrastraron a la psilocibina con ella dentro de la categoría de Planificación I de las drogas ilícitas en 1970. Los años '70 vieron el surgir de la psilocibina como el "enteógeno de preferencia". Esto se debió, en parte, a una amplia difusión de información acerca de esta, que incluyó también en el primer libro de Carlos Castaneda y en varios libros de otros autores que enseñaban la técnica para que uno mismo cultivara sus propios hongos psilocibios. Uno de los más populares de aquellos libros fue editado bajo los seudónimos de O.T. Oss y O.N.  Oeric por J. Bigwood, D.J. McKenna, K. Harrison McKenna y T.K. McKenna, titulado Psilocibina: La guía del cultivador del hongo mágico (Psilocybin: Magic Mushroom Grower's Guide. Se vendieron cerca de 100 000 copias por 1981:
 Estos autores adaptaron la técnica de San Antonio (para la producción de hongos comestibles mediante la incubación de cultivos miceliales en un sustrato de centeno; San Antonio 1971) a la producción de Psilocybe [Stropharia] cubensis. La nueva técnica requiere del uso de implementos comunes de cocina, y por primera vez, personas que no son profesionales son capaces de producir un potente enteógeno en su propia casa, sin el acceso a tecnología sofisticada, equipamiento o suministros químicos.

## Biología

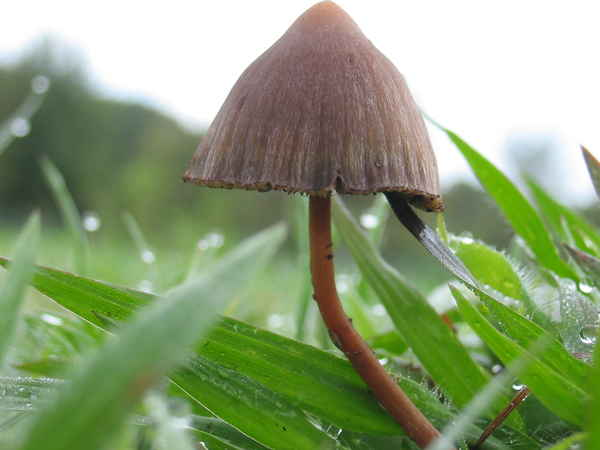
La psilocibina se aisló por vez primera de Psilocybe mexicana aquí mostrada.

La psilocibina es un compuesto natural que se encuentra en concentraciones variables en alrededor de 200 especies de hongos basidiomicetos, principalmente entre los siguientes géneros: Psilocybe (116 especies), Gymnopilus (14), Panaeolus (13), Copelandia (12), Hypholoma (6), Pluteus (6) Inocybe (6), Conocybe (4), Panaeolina (4), Gerronema (2) y Agrocybe, Galerina y Mycena (1 especie cada una). Las esporas de estos hongos no contienen psilocibina o psilocina. El sombrero del hongo tiende a poseer mayor cantidad de los compuestos psicoactivos que el tallo del mismo. La potencia total varía de forma importante entre especies y aún entre individuos de la misma especie en el mismo sustrato. Los hongos más jóvenes y pequeños poseen una concentración más alta de alcaloides y poseen un sabor más suave que aquellos más grandes y maduros.
En general, el contenido de psilocibina en los hongos es muy variable (desde casi nada hasta aproximadamente un 1,5 % del peso seco del hongo) y depende de las especies, del crecimiento y de las condiciones de secado como también del tamaño del hongo. El micelio maduro contiene algo de psilocibina, mientras que el micelio joven (recientemente germinado de las esporas) no contiene cantidades apreciables de alcaloides. Muchas especies de hongos que contienen psilocibina tienen también pequeñas cantidades de los análogos de la psilocibina: baeocistina y norbaeocistina. La mayoría de las especies de los hongos que contienen psilocibina adquieren manchas (escraches) azuladas cuando son manipuladas o dañadas debidas a la oxidación de los compuestos fenólicos. Esta reacción, sin embargo, no es un método definitivo utilizado para la identificación o determinación de la potencia de un hongo.

## Química
La psilocibina es un profármaco que es convertido farmacológicamente en el compuesto activo psilocina dentro del cuerpo mediante una reacción de desfosforilación. Esta reacción química tiene lugar bajo condiciones fuertemente ácidas, o también, bajo las condiciones fisiológicas del cuerpo donde interviene una enzima denominada fosfatasa. La oxidación de la psilocina por parte de la enzima hidrox-indol oxidasa da el compuesto azul oscuro orto-quinona. Este último experimenta rápidamente una transferencia electrónica, una característica que se piensa que juega un importante papel en su actividad fisiológica.
La psilocibina es una triptamina que posee una estructura química derivada del triptófano que posee una configuración de tipo indol unida a un sustituyente etilamina. Posee una estrecha semejanza estructural con el neurotransmisor serotonina (5-hidroxitriptamina). La psilocibina es un alcaloide zwiterriónico que es soluble en agua, moderadamente soluble en metanol y etanol e insoluble en la mayoría de los disolventes orgánicos. La exposición a la luz es perjudicial para la estabilidad de las disoluciones acuosas de psilocibina oxidándose rápidamente (consideración que se debe tener en cuenta cuando es utilizada como una solución estándar analítica). Un método para la producción a gran escala de psilocibina sin la necesidad de una purificación cromatográfica fue descripta por un grupo japonés en el año 2003. El método, que comienza con 4-hidroxi-indol genera psilocibina a partir de la psilocina con un rendimiento del 85 %, un marcado incremento sobre los rendimientos de las síntesis previamente publicadas. La psilocibina purificada es un polvo blanco en forma de agujas con un punto de fusión entre los 190 °C-198 °C.

### Métodos analíticos

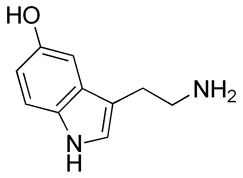
Estructura del neurotransmisor serotonina

Muchas técnicas analíticas son usadas para identificar y medir la cantidad de psilocibina en los hongos. Algunas de estas técnicas son: cromatografía en capa fina, cromatografía gaseosa acoplada a la espectrometría de masas (GC-MS), espectroscopia de movilidad iónica, electroforesis capilar,espectroscopia ultravioleta-visible, espectroscopia infrarroja, Cromatografía líquida de alta eficacia (HPLC) con métodos de detección ultravioleta, por fluorescencia, electroquímica, o mediante la utilización de un electrospray en la espectrometría de masas. Las primeras técnicas utilizaban la cromatografía de gases, sin embargo, el problema era que con este método la psilocibina se defosforilaba a psilocina antes de realizar el análisis complicando al mismo.
Se han desarrollado varios métodos cromatográficos para detectar la psilocina en los fluidos corporales: el sistema rápido de emergencia de identificación de drogas (REMEDi HS)(Rapid Emergency Drug identification System) es un método de cribado de drogas basado en la HPLC; HPLC con detección electroquímica; GC-MS;
y cromatografía líquida acoplada con la espectrometría de masas. A pesar de que la determinación de los niveles de psilocina en orina pueden ser realizados sin la purificación de la muestra, los análisis del plasma o el suero requiere una extracción previa seguida de una derivación de los extractos en el caso de la GC-MS. También se ha desarrollado un inmunoensayo específico para la detección de la psilocina en muestras de sangre entera. Una publicación durante el año 2009 describió la separación de drogas ilícitas de importancia forense (como la psilobicina y psilocina) utilizando HPLC a alta velocidad (se hacían identificables dentro de los 0,5 min de análisis).

### Farmacología

La psilobicina se defosforila rápidamente en el cuerpo a psilocina (en la imagen).

La psilocibina se defosforila a psilocina la cual actúa como un agonista parcial de varios receptores de serotonina. La psilocina posee una alta afinidad por el receptor de serotonina 5-HT2A en el cerebro donde imita los efectos de la serotonina, La psilocina se une con menor afinidad a otros receptores serotoninérgicos como 5-HT1A 5-HT1D y 5-HT2C. Estos receptores serotoninérgicos interactúan con las neuronas piramidales en la corteza cerebral, las cuales se cree que están involucradas en la percepción del dolor y la ansiedad. Los efectos psicomiméticos de la psilocina pueden ser bloqueados mediante la administración de drogas como ketansarina y risperidona que son antagonistas del receptor 5-HT2A. Los análogos estructurales de la psilocibina y de la psilocina son utilizados para la determinación estructural y funcional del receptor acoplado a proteínas G 5-HT2C. A diferencia del LSD, la psilocibina o la psilocina no poseen afinidad por el receptor D2 de dopamina.

## Medicina
La psilocibina ha sido investigada como un tratamiento experimental para muchas enfermedades. En 1961, Timothy Leary y Richard Alpert llevaron a cabo el Proyecto Psilocibina de Harvard, ejecutando una cantidad de experimentos respecto al uso de la psilocibina en el tratamiento de trastornos de la personalidad y otros usos en tratamientos psicológicos.
Un estudio piloto conducido por Francisco Moreno en la Universidad de Arizona y financiado por la Asociación Multidisciplinaria para los Estudios Psicodélicos examinó los efectos de la psilocibina en nueve pacientes con trastorno obsesivo-compulsivo (TOC). El mismo halló que la psilocibina puede ser administrada de forma segura a pacientes con TOC resultando en una reducción sustancial de los síntomas del mismo en muchos de los pacientes.
El tratamiento de depresión mediante la psicoterapia asistida por psilocibina está siendo examinado. En 2018 la Food and Drug Administration (FDA) designó como Breakthrough Therapy (Terapia innovadora) a esta terapia con psilocibina para depresiones resistentes a los tratamientos y en 2019 para trastorno depresivo mayor.
Otros dos estudios investigan la posibilidad de que la psilocibina pueda alivianar el sufrimiento psicológico asociado al cáncer. Un estudio, conducido por Charles Grob, involucra 12 personas con cáncer terminal a las cuales se les administra el alucinógeno o el placebo en dos sesiones separadas. El segundo estudio, conducido por Roland Griffiths, administra psilocibina a gente que «con un diagnóstico actual o pasado de cáncer la cual posee algo de ansiedad o se sienten deprimidos acerca de su condición». Los resultados preliminares indican que dosis bajas de psilocibina pueden mejorar el humor y reducir la ansiedad de los pacientes en etapas avanzadas de la enfermedad, y esos efectos, duran de dos semanas a seis meses. En el año 2008, un equipo de investigación de la Escuela de Medicina de la Universidad Johns Hopkins publicó lineamientos para el manejo responsable de ensayos médicos con psilocibina y otros alucinógenos en humanos.
Además, la psilocibina se ha mostrado prometedora a la hora de alivianar el dolor causado por las cefaleas en racimos, a veces considerada no solo como la más dolorosa de las cefaleas, sino como «uno de los peores dolores provocados por síndromes conocidos por la humanidad». En un estudio de 2006, 22 de 26 pacientes con cefalea en racimos reportaron éxito a la hora de prevenir ataques mediante el uso de psilocibina, y 18 de 19 consumidores de psilocibina dijeron tener períodos más largos de tiempo sin sufrir ataques.
La psilocibina tiene, según un estudio publicado en el Journal of the American Medical Association Psychiatry, la capacidad de detener el consumo excesivo de alcohol.

## Toxicidad

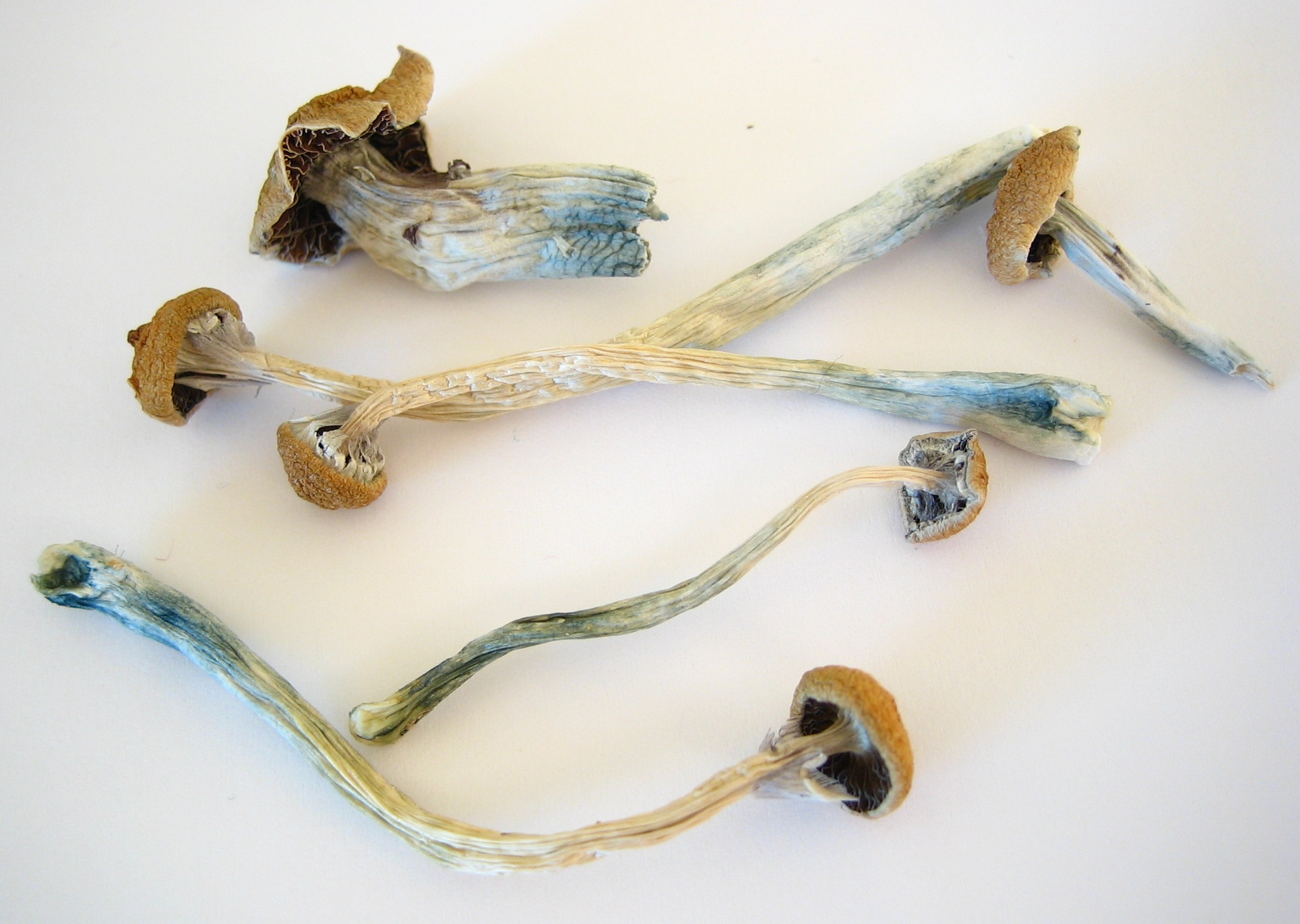
Hongos secos de Psilocybe, donde se pueden apreciar los 'moretones' típicos en los tallos

La toxicidad de la psilocibina es baja; en ratas la dosis letal media (DL50) es de 280 mg/kg, aproximadamente, una vez y media más que la misma de la cafeína. Cuando es administrada mediante la vía intravenosa en conejos, la DL50 de la psilocibina es aproximadamente de 12,5 mg/kg (los conejos sin embargo, son extremadamente intolerantes a los efectos de la mayoría de los efectos de las drogas psicoactivas[cita requerida]). La dosis mortal de la psilocibina sola es desconocida en el caso de niveles recreativos o medicinales y jamás se ha documentado la misma; un caso reportado en 2008 decía «la muerte debida a la ingestión de psilocibina sola es desconocida para niveles recreacionales o medicinales». La psilocibina como mucho corresponde al 1 % del peso total de hongos de Psilocybe cubensis, y se necesitarían aproximadamente 1,7  kilogramos de hongos secos o 17 kilogramos de hongos frescos para que una persona de 60 kg alcance la DL50 de 280 mg/kg medida para las ratas.

## Fisiología
La psilocibina es absorbida a través de la boca y el estómago. Los efectos comienzan de 10-40 minutos luego de la ingestión de los hongos que contienen la psilocibina y dura de 2-6 horas dependiendo de la dosis, la especie del hongo y el metabolismo del individuo. Una dosis recreativa típica es de 10–50 mg de psilocibina. Sin embargo, una muy pequeña cantidad de personas son inusualmente sensibles a los efectos de la psilocibina, donde una dosis umbral de alrededor de 2 mg de psilocibina resulta en efectos normalmente asociados a dosis medianas a altas. De la misma manera, existen personas que requieren dosis relativamente altas para alcanzar los efectos normales de una dosis pequeña. La química cerebral y el metabolismo del individuo juegan un papel principal en la respuesta del individuo a la psilocibina.
La mayor parte de la psilocibina es metabolizada en el hígado donde se convierte en psilocina, la cual es degradada por la enzima monoamino oxidasa para producir diversos metabolitos en el plasma sanguíneo incluyendo 4-hidroxiindol-3-acetaldehído, 4-hidroxitriptopol y 4-hidroxiindol-3-acetato. A veces la psilocibina no es degradada enzimáticamente y en su lugar forma un glucurónido—un método bioquímico utilizado por animales para eliminar las sustancias tóxicas mediante la unión con un ácido glucurónico, el cual es excretado a través de la orina. Las concentraciones de psilocina en el plasma de voluntarios adultos promedian alrededor de 8 µg/L dentro de las 2 horas siguientes a la ingestión de una dosis oral única de 15 mg de psilocibina; los efectos psicológicos suceden con una concentración plasmática de 4–6 µg/L.
La tolerancia física y mental a la psilocibina se produce y se disipa rápidamente. La ingestión de psilocibina más de tres o cuatro veces en una semana (especialmente en días consecutivos) puede disminuir sus efectos. La tolerancia se elimina luego de pocos días, los usuarios frecuentes intercalan las dosis en espacios de cinco a siete días para evitar este efecto de tolerancia. Los estudios demostraron que puede desarrollarse una tolerancia cruzada entre la psilocibina y el compuesto farmacológicamente similar LSD. Los inhibidores de la monoaminooxidasa (IMAO) sostienen los efectos de la psilocibina por más tiempo; por lo tanto, las personas que toman IMAO debido a un problema médico pueden experimentar efectos altamente potenciados.
El uso repetido de la psilocibina no lleva a una dependencia física a la droga. Un estudio del año 2008 concluyó que, basándose en información de Estados Unidos para el período 2000-2002, en un grupo de adolescentes (definidos entre 11-17 años de edad) el uso de drogas alucinógenas (incluyendo la psilocibina) no incrementa el riesgo de drogodependencia en la adultez; en contraste al uso durante la adolescencia de cannabis, cocaína, inhalantes, medicinas ansiolíticas y estimulantes, los cuales todos están asociados con «un riesgo aumentado de desarrollar rasgos clínicos asociados a la drogodependencia».

## Efectos

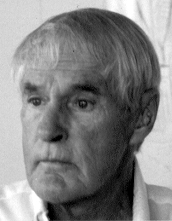
El psicólogo estadounidense Timothy Leary realizó los primeros experimentos de los efectos provocados por drogas psicodélicas, como la psilocibina

Los efectos de la psilocibina son muy variables y dependen de la mentalidad y escenario en el cual el consumidor se encuentra al momento de experimentar tales efectos. Esto se denomina comúnmente set and setting.
A principios de los años '60, Leary y sus colegas en la Universidad de Harvard emprendieron experimentos para comprender el papel del set and setting sobre los efectos de la psilocibina. Administraron la droga a 175 personas de distintas procedencias sociales en un ambiente cálido y confortable libre de distracciones; con el objeto de hacerlo similar a una tranquila sala de estar. A 98 de esas personas se les dio cuestionarios para evaluar sus experiencias y la contribución de los factores sociales y circunstanciales. Aquellos individuos que ya habían tomado psilocibina describieron experiencias más placenteras que aquellos que no lo habían hecho. El tamaño del grupo, la dosis, la preparación y las expectativas fueron importantes determinantes de la respuesta a la droga. Los grupos grandes (de ocho o más individuos) fueron descriptos en forma negativa como menos alentadores por los integrantes y sus experiencias fueron menos placenteras. Inversamente, los grupos más pequeños (menos de seis) fueron vistos de forma más comprensiva y aquellos que lo integraban mostraron experimentar reacciones positivas a la droga. Los investigadores propusieron que la psilocibina probablemente provoque un aumento de la sugestibilidad, haciendo al individuo más receptivo a las interacciones interpersonales o a los estímulos medioambientales. Estas conclusiones fueron corroboradas en un estudio posterior por Berge (1999), quien concluyó que: la dosis y el set and setting son factores fundamentales y definitivos en experimentos que probaron los efectos de drogas psicodélicas en la creatividad de los artistas.
Luego del consumo de psilocibina, la persona puede inicialmente sentirse algo desorientada, letárgica y eufórica o a veces deprimida. Con dosis bajas, los efectos alucinatorios pueden ocurrir, como la percepción más intensa de los colores o la animación de las formas geométricas. La alucinación con ojos cerrados puede experimentarse, donde el individuo puede ver formas geométricas multi-coloreadas y vívidas secuencias imaginarias. A dosis más altas, los efectos alucinatorios aumentan y las experiencias tienden a ser menos sociales y más introspectivas o enteogénicas. Las alucinaciones con ojos abiertos son más comunes y pueden ser muy detalladas aunque raramente pueden ser confundidas con la realidad. Basándose en un estudio de 27 ingresos hospitalarios de pacientes (con edades que iban de los 12-24 años) que habían consumido Psilocybe semilanceata, un reporte clínico de 1980 resumió la distribución de los síntomas clínicos provocados por la sobredosis de psilocibina como los siguientes: trastorno de la percepción (23 pacientes), midriasis (dilatación de las pupilas) (20), disforia (13), hiperreflexia (12), taquicardia (10), aletargamiento (7) y euforia (5). Estas respuestas clínicas son similares a los resultados obtenidos en varios de los primeros estudios donde se les administraba psilocibina pura a voluntarios humanos.

### Modulaciones de la percepción
La modulación en la percepción del tiempo en los estados inducidos por la psilocibina han sido reportados subjetivamente, y medidos objetivamente. En tales estudios, la psilocibina redujo significativamente en los sujetos la reproducción de intervalos de tiempo más largos de 2 segundos, afectando su capacidad para sincronizar con intervalos mayores a dos segundos. Estudios recientes acerca de los efectos de la psilocibina sobre la reproducción de intervalos de tiempo pueden arrojar luz sobre las alteraciones cualitativas de la percepción del tiempo en estados alterados de la conciencia inducidos experimentalmente, estados místicos y en la psicopatología.
Esta modulación de la percepción de tiempo hace que los sujetos perciban el momento presente como la eternidad que, en ocasiones, da al consumidor una sensación de incertidumbre, ansiedad, incomodidad y/o impaciencia.

### Factores que pueden causar una experiencia negativa
El término "mal viaje" describe una reacción acompañada con diversos grados de ansiedad, sentimientos poco placenteros o a veces un comportamiento no-razonable. El término se aplica generalmente cuando se describe una reacción que se caracteriza principalmente por un pánico u otras sensaciones desagradables como la parte más memorable de la experiencia psicodélica.
La psilocibina abre la mente para experiencias amplias y deja el individuo más susceptibles a la energía externa. Ambiente social tenso y negativos pueden servir de un factor que provoque la sensación de pánico; para evitar la experiencia negativa, uno debe estar listo mentalmente y preparar un ambiente confortable y seguro, sin ruidos excesivos o fuentes de tensión.

### Experiencias místicas
La psilocibina puede inducir experiencias místicas de significancia personal y espiritual. Por ejemplo, en el Experimento de Marsh Chapel, dirigido por el estudiante graduado Walter Pahnke en la Harvard Divinity School bajo la supervisión de Timothy Leary. Casi todos los estudiantes graduados del seminario que recibieron psilocibina dijeron haber tenido experiencias profundamente espirituales. Luego de pasados 25 años del experimento, todos aquellos sujetos a los cuales se les administró la psilocibina en el mismo describieron su experiencia como de una «genuina naturaleza mística y la caracterizaron como uno de los momentos más altos de su vida espiritual». Sin embargo, Rick Doblin consideró al estudio original parcialmente defectuoso debido a una implementación incorrecta del método del doble ciego. Además de varias preguntas imprecisas en el cuestionario. Sostiene que este estudio sugiere "una duda considerable acerca de la afirmación de que las experiencias místicas catalizadas por drogas no son de ninguna manera inferiores a las experiencias místicas sin drogas tanto en su contenido inmediato como en sus efectos a largo plazo".
En el año 2006, un grupo de investigadores de la Escuela de Medicina de la Universidad Johns Hopkins conducidos por Roland R. Griffiths llevó a cabo un experimento para determinar el grado de la experiencia mística y los efectos de la actitud en el transcurso de la experiencia inducida por la psilocibina. Esto, mediante el uso de una versión modificada del cuestionario y con un doble ciego más riguroso. El estudio fue apoyado por diversos expertos por la solidez de su diseño experimental en la evaluación de los efectos psicológicos producidos por la ingestión de psilocibina. En el experimento, se les administró psilocibina y metilfenidato (ritalina) en sesiones separadas a 36 voluntarios sin experiencia previa con alucinógenos, las sesiones de metilfenidato sirvieron como control y el mismo como sustancia placebo. El grado de la experiencia mística fue medido mediante la utilización de un cuestionario acerca de las experiencias místicas desarrollado por Ralph W. Hood; el 61 % de los sujetos refirieron una «completa experiencia mística» luego de la sesión de psilocibina, mientras que solo el 13 % reportaron el mismo resultado en las sesiones de metilfenidato. Dos meses después de la ingesta de psilocibina, el 79 % de los participantes dijeron haber incrementado moderada o elevadamente su sentido de bienestar. Alrededor del 36 % de los participantes también tuvieron una "experiencia de miedo" de fuerte a extrema (disforia) (esto es, un mal viaje durante la sesión de psilocibina que no fue reportado por ningún sujeto durante la de metilfenidato), con alrededor de un tercio de ellos (13 % del total) que afirmó que la disforia dominó la sesión entera. Tales efectos negativos fueron fácilmente manejados por los investigadores y no tuvieron un efecto negativo duradero en el sentimiento de bienestar de los sujetos. Posteriores mediciones a los 14 meses de la experiencia, confirmaron que los participantes continuaron adjudicando un profundo significado personal a la experiencia.
Estudios posteriores de este mismo grupo investigaron la relación entre la dosis de psilocibina con la probabilidad de una experiencia mística en voluntarios sanos. Un estudio doble ciego mostró que los hongos psicodélicos pueden dar a la gente una experiencia con un importante significado personal y espiritual. En tal estudio, un tercio de los sujetos reportaron que la ingestión de hongos psicodélicos fue el evento espiritualmente más significativo de sus vidas, y cerca de dos tercios lo reportaron entre los cinco eventos espirituales más importantes de sus vidas. Por otro lado, un tercio de los sujetos reportaron extrema ansiedad. Investigaciones relacionadas conducidas por este mismo grupo buscan si las experiencias místicas en voluntarios a los que se les administra la psilocibina pueden ayudar con la ansiedad y el estado anímico provocados por el cáncer. En el 2017 un estudio demostró que las experiencias de psilocibina trajeron cambios positivos más duraderos cuando se combina con meditación regular.
Solo hubo un caso reportado de que la psilocibina y el cannabis probablemente hayan causado un trastorno perceptivo persistente por alucinógenos; aunque los estudios clínicos recientes no muestran tales efectos secundarios.

### Posibles efectos psiquiátricos negativos
Las reacciones de pánico pueden desarrollarse tras el consumo de hongos que contienen psilocibina, especialmente si la ingestión es accidental o de alguna forma inesperada. Por ejemplo, reacciones tales como violencia, agresión, intentos homicidas o suicidas, psicosis esquizoide prolongada, y convulsiones han sido reportadas en ciertas publicaciones. La similitud de los síntomas inducidos por la psilocibina con aquellos de la esquizofrenia ha llevado a que la droga sea usada en estudios conductuales o de neuroimagen de este trastorno. En ambos casos, se piensa que los síntomas psicóticos surgen de una "activación deficiente de la información sensorial y cognitiva" en el cerebro que finalmente llevan a una "fragmentación cognitiva y psicosis".

### Marco legal mundial en el uso de la psilocibina. Algunos ejemplos
A medida que los hongos mágicos vuelven a ser populares, varias jurisdicciones de EE. UU. están presionando para la despenalización de los hongos psilocibios. En 2019, Denver (Colorado) y Oakland (California) fueron las primeras ciudades en despenalizar (aunque no legalizar) la psilocibina y los psicodélicos de plantas y hongos como los hongos mágicos, respectivamente. En 2020, Washington D. C., votó para despenalizar unos pocos psicodélicos de plantas y hongos seleccionados, como la mescalina y los hongos psilocibios. En 2020, Oregón se convirtió en el primer estado en legalizar (y despenalizar) los hongos psilocibios para el desarrollo personal. Otros estados como California están realizando esfuerzos de base para despenalizar los hongos psicodélicos. A pesar de los esfuerzos de varias ciudades y estados de América del Norte por despenalizar los hongos psicodélicos, solo hasta que haya cambios en el marco regulatorio federal y accesibilidad a la financiación federal, el mercado psicodélico alcanzará su máximo potencial.
Por el contrario, en Jamaica, los hongos psilocibios son legales y están despenalizados, y existe una incipiente industria del turismo psicodélico médico con el auge de retiros psicodélicos como los retiros Atman y Mycomeditations. Como resultado del marco regulatorio flexible de Jamaica para los psicodélicos, las empresas extranjeras están llegando a la isla para establecer una infraestructura de producción y distribución de hongos psicodélicos. En el futuro, podemos esperar el auge de los retiros psicodélicos y, en última instancia, del turismo psicodélico médico en Jamaica.
La investigación sobre psicodélicos también está en auge en Jamaica. En un intento por convencer a la OMS de que retire la psilocibina de la Lista 1 y la clasifique en una categoría más favorable, es importante que la creciente industria de hongos psicodélicos de Jamaica se centre en la investigación científica y en datos basados en evidencias y se base en ellos.
Empresas pioneras en la investigación de psicodélicos a base de plantas, como The Psyence Group, con sede en Canadá, se han asociado con el Instituto de Investigación y Desarrollo Biotecnológico (BRDI) (Universidad de las Indias Occidentales, Jamaica), para llevar al mercado nuevos tratamientos con psilocibina para trastornos de salud mental en Jamaica. Psyence fue una de las primeras en construir y operar una instalación de producción y cultivo de psilocibina comercial con licencia federal en el mundo. Otras empresas extranjeras también se han asociado con la Universidad de las Indias Occidentales (UWI), Mona para realizar investigaciones psicodélicas y ensayos clínicos con psilocibina que estudien el trastorno depresivo mayor y la adicción en Jamaica.